# Trykoń karliczek
Trykoń karliczek (Obrium brunneum) – gatunek chrząszcza z rodziny kózkowatych.